# 查塔瓦 (密西西比州)
查塔瓦（英語：Chatawa）是位於美國密西西比州派克縣的非建制地區。

## 歷史
查塔瓦的郵局自1860年營運至今。

## 地理
查塔瓦所處的海拔為高於海平面77米（即253英呎），而該地所採用的時區為UTC-6，即北美中部時區（CST）。同時該地設有夏令時間，為UTC-6調快一小時，即UTC-5（CDT）。